# Marc Audette
Marc Audette, né dans la ville de Gatineau en 1959, est un artiste visuel, commissaire d'exposition, concepteur en photographie, graphiste et enseignant canadien,,. Il explore, par ses compositions photographiques alliant souvent photographie et vidéo de même que d'autres éléments visuels dans des installations complexes, les limites et les possibilités à la fois de la psyché et des nouvelles technologies, sondant par là-même les conditionnements de l'humain par rapport à l'image.

## Biographie
Originaire de l'Outaouais, au Québec, Marc Audette est un artiste visuel canadien qui travaille les nouveaux médias, surtout la photographie et la vidéo, depuis le début des années 1980,,,. Avec des compositions grand format, il construit des mises en scène élaborées qui défient les codes et les conventions symboliques humaines tout en poussant les moyens technologiques à sa disposition,,,.
Après avoir complété un baccalauréat en arts visuels à l'Université du Québec à Hull, Marc Audette a été un des membres fondateurs du groupe d'artistes Boréart, un atelier de recherche et de production en arts visuels situé à Hull (créé en 1984), et Boîte noire, une compagnie offrant des services divers -de graphisme, de conception, de photographie, d'illustration et de structures tridimensionnelles (1986-1996),,. Il dit être tombé sur la photographie un peu par accident, mais s'y applique bientôt de façon très sérieuse, bien que souvent spontanée dans sa démarche ouvrant sur l'imaginaire, l'inconscient, et les univers symboliques, inspirée par les théories de Jung,. Toujours à Gatineau, il est entre autres chargé de cours au Cégep de l'Outaouais (1984-1990), membre du conseil d'administration du centre d'artistes AxeNéo-7 (1984-1996), et participe aussi dans ses débuts à quelques livres d'artistes collectifs,,.
Il déménage bientôt à Toronto afin de parfaire une maîtrise en Arts visuels à l'Université York (qu'il termine en 1998), où il enseignera par la suite à la Faculté des Beaux-Arts de même qu'au Département d'études pluridisciplinaires sur le Campus Glendon de cette même université,,. Il sera également commissaire d'exposition à la galerie Glendon de 2001 à 2014, en plus de siéger sur de nombreux conseils d'administration ou de comités consultatifs,,,. Membre actif du Labo d'art de Toronto, un centre d'arts médiatiques francophone dans la ville reine, il a aussi été président et l'un des membres fondateurs de l'AGVF, l'Association des groupes en arts visuels francophones,,,.
Ayant exploré les thématiques des ambiguïtés de la technologie, la nature, la lumière -dont il dira qu'elle est l'actrice principale de son travail-, en jouant avec des symboles du corps ou de l'infini, il crée des oeuvres géantes dans lesquelles il façonne des mises en scène complexes, souvent garnies d'effets de lumière ou d'autres effets techniques, qu'il applique fréquemment dans la nature elle-même, venant ainsi flouer nos sens,,. Parmi ces effets, il pratique des juxtapositions d'images, des agrandissements photographiques, des superpositions de vidéos, ou incorpore parfois des éléments de couleur ou de dessin, qu'il expose fréquemment sous formes d'installations, de projections, ou encore de photos individuelles parfois éclairées à l'arrière,,,,,.
Avec pour point de départ, paradoxalement, la photographie, mais se retrouvant souvent à la limite de l'abstraction, il intègre régulièrement dans ses assemblages des formes organiques et des objets, quelquefois des silhouettes ou personnages humains, formant parfois des scènes iconiques ou cosmiques,,,,,,,. Parmi ses nombreuses expositions individuelles, on peut par exemple citer Sixteen ou l'oeil ciblé (1988), Psychopompes (1991), Écran (2002), La ligne (2014), ou Habiter le fortuit (2018),,,,,,,.
Faisant partie de cette génération d'artistes à la fine pointe de l'exploration technologique, conceptuelle et formelle, artiste prolifique, il a participé à plus d'une soixantaine d'expositions individuelles ou collectives en Ontario, ou dans le reste du Canada et à l'étranger,,,. Considérant certains de ses accomplissements majeurs, il a entre autres participé à la manifestation collective le DiVA Digital and Vidéo Art Fair de New York (en 2005), au Mois de la Photo à Montréal, fut exposé par le Musée national des beaux-arts du Québec, la Galerie 44 à Toronto, le McLaren Art Centre à Barrie; il a également remporté le Prix Chalmers en 2009,,,.
Ses oeuvres se retrouvent dans plusieurs collections permanentes, dont celles de la Ville d'Ottawa, du Musée national des beaux-arts du Québec, de la Banque de Montréal, de la Banque TD et des bureaux d'avocats d'Osler, Hoskin & Harcourt LLP et de McCarthy Tétrault LLP,,.

## Arts visuels

### Expositions

#### Expositions individuelles[15],[20]
- 1988: Sixteen ou l'oeil ciblé, Centre d'exposition de Gatineau , Gatineau (Québec)[25],[5],[1]
- 1989 : Oeuvres de Marc Audette, École De la Salle, Ottawa (Ontario)[30]
- 1992 : Psychopompes, AxeNéo-7, Hull (Québec)[31],[11]
- 1993 : Hétérozygote, la malédiction ancestrale, L'Espace f :, Matane (Québec)[24],[22],[26]
- 1993 : Blocs opératoires clandestins, Dazibao, Montréal (Québec)[3],[22]
- 1994 : Les psychopompes, Galerie 44, Toronto (Ontario)[22],[32]
- 1998 : La boucle du regard, Galerie Glendon, Toronto (Ontario)[22],[33]
- 1999 : La galerie des songes, AxeNéo-7, Hull (Québec)[34],[22]
- 2000 : Beau temps, mauvais temps, Galerie Glendon, Toronto (Ontario)[15],[20]
- 2002 : Écran, Pierre-François Ouellette Arts Contemporain, Montréal (Québec)[9],[35]
- 2004 : L’eau / Water, MacLaren Art Centre, Barrie (Ontario)[15],[23]
- 2004 : L'Eau de l'Ontario, Galerie du Nouvel-Ontario, Sudbury (Ontario)[36]
- 2005 : Cran, Mois de la photo, Montréal (Québec)[37]
- 2005 : Surface sensible, Pierre-François Ouellette Arts Contemporain, Montréal (Québec)[38]
- 2008 : Ombres imaginées, Contact, Le Laboratoire d’art, Toronto (Ontario)[15]
- 2009 : Appartement. 5 A, Pierre-François Ouellette art contemporain, Montréal (Québec)[28],[29]
- 2010 : Classe d’Art 010, La Maison des artistes visuels francophones, St-Boniface (Manitoba)[39]
- 2012 : Point de fuite, Galerie 44, Toronto (Ontario)[15]
- 2012 : Art Class 010, Galerie 44, Toronto (Ontario)[40]
- 2014 : Exposition d'oeuvres, Pierre-François Ouellette Art Contemporain, Montréal (Québec)[41]
- 2014 : Exposition d'oeuvres, Galerie St-Laurent + Hill, Ottawa (Ontario)[42]
- 2016 : Horizons, Burlington Art Gallery, Burlington (Ontario)[43],[44]
- 2018 : Habiter le fortuit | Installation, Centre d'artistes Vaste et Vague, Toronto (Ontario)[27]

#### Expositions collectives[15],[20]
- 1987 : 2ème Triennale des Arts Plastiques, région de Franche-Comté (France)[45]
- 1989 : En construction, Place du Centre, présenté par AxeNéo-7, Hull (Québec)[3],[46],[47]
- 1991 : Expovente bénéfice En hommage à un cadeau d'Eva Hesse à Sol Lewitt, Axe NÉO-7, Hull (Québec)[48],[49]
- 1992 : La queue de l'art, Galerie de Matane, Matane (Québec)[50],[51],[14]
- 1994 : The Transient Image / L'image transitoire, Walter Phillips Gallery, Banff (Alberta)[22],[20]
- 1994 : Ceinture panoramique, National Museum, Kiev (Ukraine)[22],[20]
- 1994 : Paysage (s) art réseau, Le centre Copie-Art, Montréal (Québec)[20]
- 1994 : « L'Association Mok Woo Hoc », Musée national d'Art moderne de la Corée (Corée)[20]
- 1995 : Jeux d'artistes, Galerie Montcalm, Hull (Québec)[52]
- 1995 : Configurations changeantes, Le Mois de la Photo, Vox populi, Maison de la culture Mercier, Montréal (Québec)[22],[53],[54],[55]
- 1997 : Corpus delicti, The Red Head Gallery, Toronto (Ontario)[56],[22]
- 1997 : En cause : Brancusi, Galerie AxeNéo-7, Gatineau (Québec)[57]
- 1998 : Artbox, Design Exchange Centre, Toronto (Ontario)[22],[20]
- 1999 : Contact 99/ Peekshow, Galerie Céline Allard, Toronto (Ontario)[22]
- 1999 : Collection prêt d’œuvres d’art, Musée national des beaux-arts du Québec (Québec)[15]
- 1999 : What Happened to Art?, Galerie Karsh-Masson, Ottawa (Ontario)[22]
- 2001 : Exposition d'oeuvres, Galerie Céline Allard, Toronto (Ontario)[15]
- 2001 : La nature des choses, Saint-Jérôme (Québec)[15],[20]
- 2001 : La nature des choses, Musée du Québec, Québec (Québec)[15],[20]
- 2002 : La nature des choses, Val d’Or (Québec)[15],[20]
- 2003 : La nature des choses, Thetford Mines, Québec (Québec)[15]
- 2003 : N&B, Labo à la Distillerie, Toronto (Ontario)[15],[20]
- 2003 : TIAF (Toronto International Art Fair), Toronto (Ontario)[58]
- 2005 : Intervalles, Marc Audette et Barbara Steinman, Pierre-François Ouellette art contemporain, Montréal (Québec)[37]
- 2005 : DiVA Digital & Vidéo Art Fair, New York (États-Unis)[59],[20]
- 2006 : Livres d’artistes, Galerie du Nouvel-Ontario, Sudbury (Ontario)[15]
- 2007 : Labo Share, Toronto (Ontario)[15]
- 2008 : Luminato, Drake Hotel, Toronto (Ontario)[15]
- 2009 : TIAF (Toronto International Art Fair), Toronto (Ontario)[15]
- 2009 : Exposition d'oeuvres, Galerie 44, Toronto (Ontario)[15]
- 2010 : Art with Heart, Casey House, Toronto (Ontario)[15]
- 2010 : Face à face / Looking Back, Pierre-François Ouellette Art Contemporain, Montréal (Québec)[60]
- 2010 : Fass, Galerie du Nouvel-Ontario, Sudbury (Ontario)[15]
- 2010 : Hors lieux, Galerie du Nouvel-Ontario, Sudbury (Ontario)[61]
- 2011 : Hôtel Hwy 11, Expositions à Sudbury et à Hearst, fruit d'un travail de résidences aux Ateliers Topaz à Opasatika et à la Galerie 44, Toronto (Ontario)[62]
- 2011 : Art with Heart, Casey House, Toronto (Ontario)[63]
- 2013 : Clément Bérini : Honorer, inspirer ressembler, BRAVO-Sud, Tournée en Ontario, (Ontario)[64]
- 2014 : Marc Audette (La ligne) et Adad Hannah, Pierre-François Ouellette art contemporain, dans le cadre du Festival de photographies de la Banque Scotia CONTACT, au Centre Space, Toronto (Ontario)[65]
- 2017 : Cimes et cieux, Pierre-François Ouellette Art Contemporain, Toronto (Ontario)[66]
- 2018 : Canopies and Heavens, Centre Space, Toronto (Ontario)[67]
- 2018 : Art with Heart, Casey House, Toronto (Ontario)[68]

### Commissaire d'exposition (sélection)[15],[20]
- 1996 : Sous la surface, Daniel Canogar, l'Espace f :, AxeNéo-7, Matane, Chicoutimi, Gatineau (Québec)[20]
- 2001 : La poésie crée le monde, Nicole Croiset, Galerie Glendon, Toronto (Ontario)[20]
- 2002 : Le corridor, Murielle Dupuis Larose, Galerie Glendon, Toronto (Ontario)[20]
- 2003 : Générique / Generic, Alexandre Castonguay, Installation multimédia, Galerie Glendon, Toronto (Ontario)[20]
- 2003 : Chili Exchange, Guy Blackburn, Zinnia Ramírez, Gene Threndyle, Galerie Glendon, Toronto (Ontario)[20]
- 2005 : Démarcation, Yvan Dutrisac, Galerie du Nouvel-Ontario, Sudbury (Ontario)[20]
- 2006 : Tutti Frutti, Andrée Préfontaine, Installation interactive, Galerie Glendon, Toronto (Ontario)[15]
- 2007 : Les Intérieurs, Karine Gibouleau, Installation interactive, Galerie Glendon, Toronto (Ontario)[15]
- 2008 : Heureusement qu’il y avait le monde autour de moi, Josée Pellerin, Galerie Glendon, Toronto (Ontario)[15]
- 2009 : Un monde à raccommoder, Josette Villeneuve, Galerie Glendon, Toronto (Ontario)[15]
- 2009 : Enveloppe du corps, Lorène Bourgeois, Galerie Glendon, Toronto (Ontario)[15]
- 2014 : Passage, Cheryl Rondeau, Galerie Glendon, Toronto (Ontario)[69]

### Résidences de recherche (sélection)[15]
- 1998 : Centre de production Daïmõn, Hull (Québec)[22]
- 2009 : Buenos Aires (Argentine)[29],[40]
- 2010 : Bogota (Colombie)[15]
- 2011 : Buenos Aires (Argentine)[15]
- 2011 : Atelier Topaze, Hearst, Ontario (Canada)[62]